# Leopold Godowsky (skladatel)
Leopold Godowsky (13. února 1870 – 21. listopadu 1938) byl americký koncertní klavírista, hudební skladatel a hudební pedagog litevského židovského původu. Jako skladatel je znám především pro své transkripce děl jiných autorů, například složil Studie na Chopinovy Etudy. Z jeho dětí se proslavili chemik Leopold Godowsky a herečka Dagmar Godowská.